# Vorošilovec

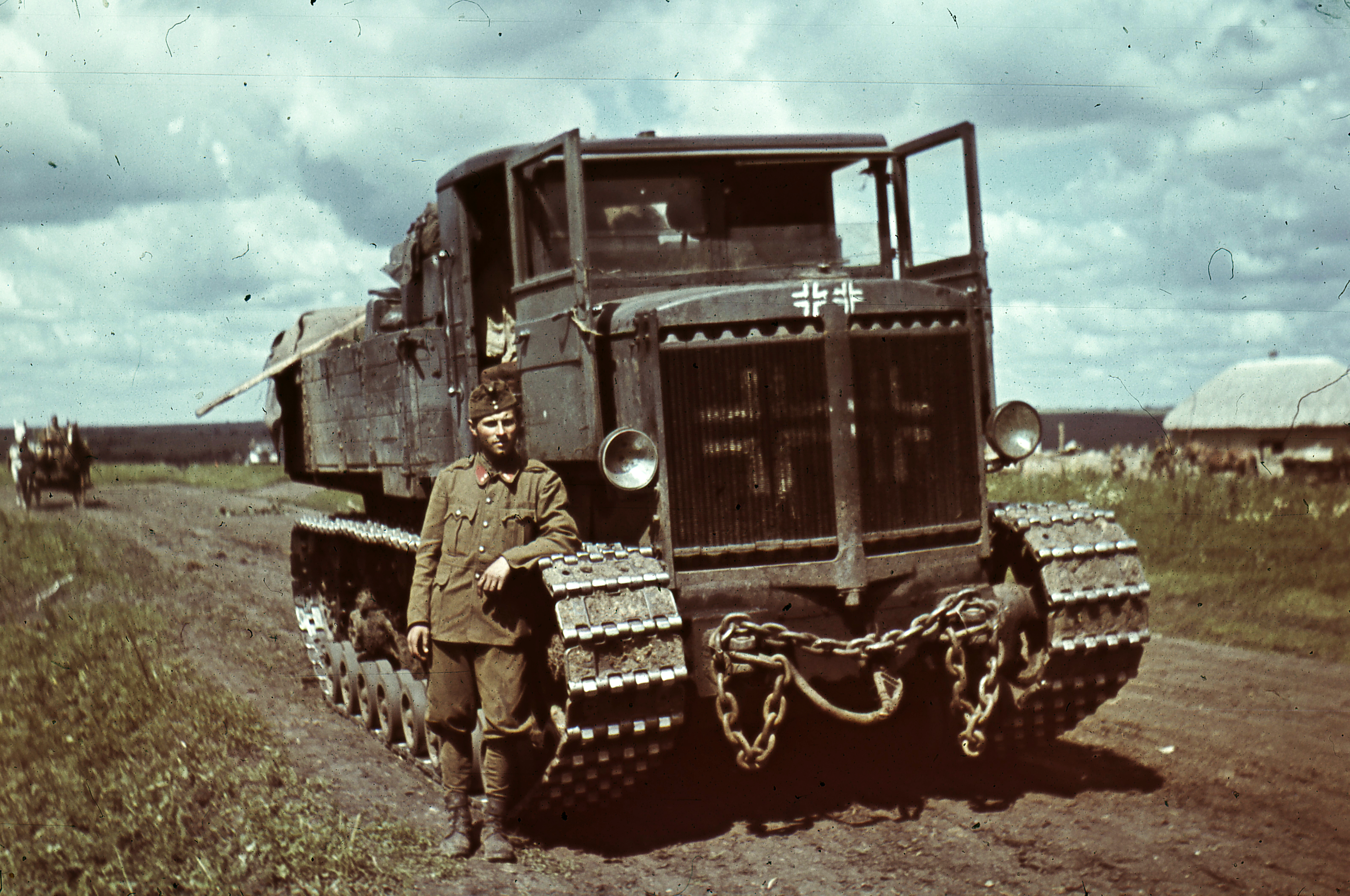
Vorošilovec ukořistěný na východní frontě

Vorošilovec byl sovětský pásový tahač těžkých děl, který byl používán v druhé světové válce. První prototyp stroje, který měl být náhradou za tahač Komintern, byl zkonstruován roku 1936. V roce 1938 byl stroj osazen novým motorem V-2, který byl používán v sovětských tancích T-34 a BT-8. V letech 1938 - 1941 bylo vyrobeno 1200 kusů. Později byl využíván v zemědělství.

## Technické údaje
- Hmotnost: 15,5 t
- Nosnost: 3 t
- Hmotnost přívěsu: 20 t
- Délka: 6,2 m
- Šířka: 2,3 m
- Výška: 2,7 m
- Posádka : 3 (v kabině) + 16 (v nákl. prostoru)
- Motor: V-2
- Výkon motoru: 350 koní (hp)
- Max. rychlost: 36 km/h
- Dojezd: 270 km (po silnici), 130 km (v terénu)